# Rotiboeboekuil
De rotiboeboekuil (Ninox rotiensis) is een vogel uit de familie Strigidae (Echte uilen). De vogel werd in 1997 als ondersoort geldig beschreven (Johnstone & Darnell, 1997). Volgens onderzoek gepubliceerd in 2017 kan de vogel als aparte soort worden opgevat.

## Verspreiding en leefgebied
Deze soort komt voor op Roti (zuidwestelijk van Timor). De soort staat als gevoelig op de Rode Lijst van de IUCN.